# Paracytherois flexuosa
Paracytherois flexuosa is een mosselkreeftjessoort uit de familie van de Paradoxostomatidae. De wetenschappelijke naam van de soort is voor het eerst geldig gepubliceerd in 1867 door Brady.